# Diplotaxis dubia
Diplotaxis dubia är en skalbaggsart som beskrevs av Leconte 1856. Diplotaxis dubia ingår i släktet Diplotaxis och familjen Melolonthidae. Inga underarter finns listade i Catalogue of Life.